# Christian Fernández Salas
Christian Fernández Salas (Santander, Cantabria, 15 de octubre de 1985), conocido deportivamente como Christian Fernández o Bolaño, es un exfutbolista español. Jugaba de lateral izquierdo o central. Actualmente trabaja en el equipo técnico de su último equipo, el Real Racing Club de Santander de la Segunda Federación.

## Trayectoria
Destacó como goleador en el  Deportivo Calasanz de Santander, desde donde pasó a la cantera del Racing de Santander, consiguiendo en la temporada 2006-2007 su primera titularidad en el primer equipo a raíz de la lesión sufrida por su compañero Luis Fernández. Desde entonces, siguió de titular en el primer equipo. Marcó su primer gol en Primera de cabeza en el partido que el Racing le ganó al Athletic por cinco goles a cuatro en los Campos de Sport del Sardinero el 1 de abril del 2007.
En la temporada 2007-08 no entró en los planes de Marcelino y a mitad de temporada fue cedido a la Unión Deportiva Las Palmas de la Segunda División de España.En la temporada 2008-09 volvió al Racing jugando los primeros partidos, pero dejando de contar para Juan Ramón López Muñiz pocas jornadas después, sin embargo en la siguiente temporada se consolidó como titular indiscutible en el equipo de su tierra.
El 18 de mayo de 2010 Christian renovó con el Racing para tres temporadas más. El 9 de julio de 2011, fichó por la Unión Deportiva Almería firmando un contrato de dos temporadas, al no aceptar la bajada de sueldo que le ofrecía el Racing de Santander. En su primer año en el conjunto andaluz se adueña del lateral izquierdo y consigue el ascenso a la Primera División de España.
El 7 de febrero de 2014 Christian fichó por el D.C. United de la Major League Soccer estadounidense, tras rescindir su contrato con la U. D. Almería. Tras un breve paso por el fútbol estadounidense, regresó a la U. D. Las Palmas, donde había jugado cedido varios años atrás.
Tras la primera temporada, en la que alcanza el ascenso a Primera División, es cedido por un año a la Sociedad Deportiva Huesca de la Segunda División de España. El 7 de julio de 2016 rescindió su contrato con el club canario para unirse al Real Oviedo para la temporada 2016-17 y la siguiente.
El 14 de julio de 2022, firmó por el Club de Fútbol Fuenlabrada de la Primera Federación.El 27 de enero de 2023 rescindió su contrato para fichar por la Gimnastica de Torrelavega en Segunda Federación, hasta final de temporada.
Al terminar la temporada 2022-23 se retiró del fútbol activo para pasar a la gestión deportiva de la cantera y del primer equipo de la Gimnástica.

## Clubes
Actualizado a 30 de mayo de 2023.
| Racing de Santander B · España                                                                       |            |            |     |    |    |     |     |    |
| 2.ª B                                                                                                | 2002-03    | 11         | 1   | —  | —  | 11  | 1   |    |
| 2.ª B                                                                                                | 2003-04    | 32         | 4   | —  | —  | 32  | 4   |    |
| 3.ª                                                                                                  | 2004-05    | 0          | 0   | —  | —  | 0   | 0   |    |
| 2.ª B                                                                                                | 2005-06    | 35         | 4   | —  | —  | 35  | 4   |    |
| 2.ª B                                                                                                | 2006-07    | 14         | 2   | —  | —  | 14  | 2   |    |
| Total club                                                                                           | Total club | 92         | 11  | 0  | 0  | 92  | 11  |    |
| Racing de Santander · España                                                                         |            |            |     |    |    |     |     |    |
| 1.ª                                                                                                  | 2006-07    | 11         | 1   | 2  | 0  | 13  | 1   |    |
| 1.ª                                                                                                  | 2007-08    | 2          | 0   | 1  | 0  | 3   | 0   |    |
| Total club                                                                                           | Total club | 13         | 1   | 3  | 0  | 16  | 1   |    |
| Unión Deportiva Las Palmas · España                                                                  |            |            |     |    |    |     |     |    |
| 2.ª                                                                                                  | 2007-08    | 23         | 4   | —  | —  | 23  | 4   |    |
| Total club                                                                                           | Total club | 23         | 4   | 0  | 0  | 23  | 4   |    |
| Racing de Santander · España                                                                         |            |            |     |    |    |     |     |    |
| 1.ª                                                                                                  | 2008-09    | 10         | 1   | 2  | 0  | 12  | 1   |    |
| 1.ª                                                                                                  | 2009-10    | 29         | 2   | 7  | 1  | 36  | 3   |    |
| 1.ª                                                                                                  | 2010-11    | 18         | 3   | 2  | 0  | 20  | 3   |    |
| 1.ª                                                                                                  | 2011-12    | 20         | 1   | 4  | 0  | 24  | 1   |    |
| Total club                                                                                           | Total club | 77         | 7   | 15 | 1  | 92  | 8   |    |
| Unión Deportiva Almería · España                                                                     | 2.ª        | 2012-13    | 36  | 6  | 1  | 0   | 37  | 6  |
| Unión Deportiva Almería · España                                                                     | 1.ª        | 2013-14    | 4   | 0  | 1  | 0   | 5   | 0  |
| Unión Deportiva Almería · España                                                                     | Total club | Total club | 40  | 6  | 2  | 0   | 42  | 6  |
| D.C. United Estados Unidos                                                                           |            |            |     |    |    |     |     |    |
| MLS                                                                                                  | 2014       | 15         | 0   | —  | —  | 15  | 0   |    |
| Total club                                                                                           | Total club | 15         | 0   | 0  | 0  | 15  | 0   |    |
| Unión Deportiva Las Palmas · España                                                                  |            |            |     |    |    |     |     |    |
| 2.ª                                                                                                  | 2014-15    | 16         | 0   | 4  | 0  | 20  | 0   |    |
| Total club                                                                                           | Total club | 16         | 0   | 4  | 0  | 20  | 0   |    |
| Sociedad Deportiva Huesca · España                                                                   |            |            |     |    |    |     |     |    |
| 2.ª                                                                                                  | 2015-16    | 29         | 3   | 1  | 0  | 30  | 3   |    |
| Total club                                                                                           | Total club | 29         | 3   | 1  | 0  | 30  | 3   |    |
| Real Oviedo · España                                                                                 |            |            |     |    |    |     |     |    |
| 2.ª                                                                                                  | 2016-17    | 31         | 2   | 1  | 0  | 32  | 2   |    |
| 2.ª                                                                                                  | 2017-18    | 37         | 3   | —  | —  | 37  | 3   |    |
| 2.ª                                                                                                  | 2018-19    | 36         | 2   | 1  | 0  | 37  | 2   |    |
| 2.ª                                                                                                  | 2019-20    | 37         | 1   | —  | —  | 37  | 1   |    |
| 2.ª                                                                                                  | 2020-21    | 32         | 1   | 1  | 0  | 33  | 1   |    |
| 2.ª                                                                                                  | 2021-22    | 3          | 0   | 1  | 0  | 4   | 0   |    |
| Total club                                                                                           | Total club | 176        | 9   | 4  | 0  | 180 | 9   |    |
| C. F. Fuenlabrada · España                                                                           |            |            |     |    |    |     |     |    |
| 1.ª Fed.                                                                                             | 2022-23    | 16         | 1   | 1  | 0  | 17  | 1   |    |
| Total club                                                                                           | Total club | 16         | 1   | 1  | 0  | 17  | 1   |    |
| Gimnastica de Torrelavega · España                                                                   |            |            |     |    |    |     |     |    |
| 2.ª Fed.                                                                                             | 2022-23    | 11         | 0   | —  | —  | 11  | 1   |    |
| Total club                                                                                           | Total club | 11         | 0   | —  | —  | 11  | 0   |    |
| |            |            | 508 | 42 | 30 | 1   | 538 | 43 |
| (1) Incluye datos de la eliminatoria de ascenso / permanencia. (2) Incluye datos de la Copa del Rey. |            |            |     |    |    |     |     |    |